# The Cleveland Show
Production
Diffusion
The Cleveland Show est une série télévisée d'animation pour adultes américaine en 88 épisodes de 23 minutes créée par Seth MacFarlane, en tant que série dérivée de la série Les Griffin et diffusée entre le 27 septembre 2009 et le 19 mai 2013 sur le réseau Fox aux États-Unis,, et en simultané sur Global au Canada.
La famille de cette série est conçue par Seth MacFarlane après avoir développée celles des deux autres séries, Les Griffin et American Dad!. MacFarlane reprend les personnages des Griffin, Cleveland Brown et de son fils Cleveland Brown Junior.
La série a été nommée pour un Annie Award, un Primetime Emy award et deux Teen choice Awards, mais l'accueil de l'émission fut particulièrement mitigé de la part des critiques. En France, elle est diffusée sur France Ô en 2012, et rediffusée en 2020 sur [adult swim]. Elle est également disponible sur Disney+.

## Synopsis
La série se focalise principalement sur l'un des personnages de la célèbre série télévisée Les Griffin, Cleveland Brown et de sa famille. Lorsqu'il était à l'école secondaire, Cleveland est tombé amoureux de la belle Donna, et la réciproque semblait vraie. Malheureusement, Donna s'est laissé séduire et a épousé le gros dur de l'école : Robert. Quelques années plus tard, Cleveland, dans l'espoir de changer de vie à la suite de son divorce, quitte la ville de Quahog et est amené à retrouver Donna à Stoolbend, en Virginie. Cette dernière, récemment divorcée, ainsi que Cleveland ne tardent pas à retomber amoureux l'un de l'autre et forment ainsi une famille recomposée avec leurs enfants respectifs - Roberta (15 ans), Rallo (5 ans), et Cleveland Junior (14 ans). Les voisins des Brown sont, Tim et Arianna, un couple d'ours qui parlent, Holt, un célibataire trentenaire qui vit chez sa mère, et Lester et Kendra, une famille de rednecks.

## Personnages
Principaux
- Cleveland Brown
- Donna Tubbs Brown
- Roberta Tubbs
- Rallo Tubbs
- Cleveland Brown Junior

Récurrents
- Tim
- Lester
- Holt
- Arianna
- Cookie et Lavar(Train de Marchandises) Brown
- Dorothee Tubbs
- Kendra
- Mr et Mme Waterman
- Arch
- Tory
- Feederlind
- Robert
- Gus
- Cecilia
- Choni

Invités
- Kanye West

- Candice

- Julia Roberts
- Bruno Mars
- Nicki Minaj
- Questlove
- Will I Am
- Jenny grosNibbar
- Magical Johnson
- Janet Jackson

- Julius
- Walt

- Sofia Vergara

## Production
Seth MacFarlane conçoit initialement The Cleveland Show en 2007 tandis qu'il travaillait en parallèle sur ses autres séries d'animation Les Griffin et American Dad!,. The Cleveland Show est prévu pour être développé par Fox au début de 2008, sans aucun nom officiel pour l'épisode pilote après son achat. Le 8 mai 2008, MacFarlane et 20th Century Fox Television signe un contrat. L'épisode pilote est intitulé The Cleveland Show en mai 2008, lorsqu'il est diffusé en primetime sur la chaîne. Peu après l'annonce de fin de diffusion pour Les Rois du Texas, laissant ainsi le temps de programmation pour The Cleveland Show, la série est retenue pour neuf épisodes. En mai 2009, The Cleveland Show est diffusée en primetime puis tous les samedis soir à 20 h 30 heure locale. Le 15 juin 2009, The Cleveland Show est annoncée pour le 27 septembre 2009. MacFarlane et Henry conçoivent un épisode pilote de 22 minutes pour Fox diffusé en septembre 2009, mais mis en ligne sur Internet à leur insu en juin 2009.

## Épisodes
Fox commande la série en mai 2008, puis une saison complète de 22 épisodes en novembre 2008, et une deuxième saison de 13 épisodes en mai 2009, amenant un total de 35 épisodes, avant même une première diffusion. Les premiers extraits sont diffusés le 9 mai 2009. Avec une forte audience amenée par les trois premiers épisodes, Fox annonce, le 15 octobre 2009, neuf nouveaux épisodes de la seconde saison, amenant un total de 44 épisodes.
Le 10 juin 2010, Fox achète les droits de la troisième saison de The Cleveland Show, avant de diffuser la seconde saison. Le 9 mai 2011 (avant la finale de la 2e saison), Fox renouvelle la série pour une quatrième saison. Le 13 mai 2013, la série n'est pas renouvelée pour une cinquième saison. En France, la série est diffusée sur France Ô le 9 avril 2011 puis le 1er février 2020 sur Adult Swim France. Le 17 avril 2013, Fox annonce que la continuité de la série serait indéterminée,. Cependant le 13 mai, Kevin Reilly de Fox confirme sa fin. Le 27 septembre 2013, la chaîne arrête la diffusion de la série avec six épisodes manquants qui seront par la suite diffusés de 22 h à 23 h en décembre 2013.

## Distribution

### Voix originales
|                                |              |                      |                                           |                              |                 |
| Mike Henry                     | Sanaa Lathan | Reagan Gomez-Preston | Kevin Michael Richardson                  | Jason Sudeikis               | Seth MacFarlane |
| Cleveland Brown et Rallo Tubbs | Donna Tubbs  | Roberta Tubbs        | Cleveland Brown, Jr. et Lester Krinklesac | Holt Richter et Terry Kimple | Tim l'ours      |

### Voix françaises
- Pierre-François Pistorio : Cleveland Brown
- Marie Chevalot : Donna Tubbs
- Jérémy Prévost : Cleveland Junior, Rallo Tubbs
- Delphine Braillon : Roberta Tubbs
- Cyrille Monge : Tim l'ours (2e voix), le train de marchandises, Wally Farquhare
- Xavier Fagnon : Holt Richter, Terry Kimple, Dr Fist, Tim l'ours (1re voix)
- Stéphane Ronchewski : Lester Krinklesac, Federline, Gus, Ernie
- Nathalie Homs : Kendra
- Michel Dodane : Peter Griffin
- Patrice Dozier : Glenn Quagmire
- Maïk Darah : Loïs Griffin
- Christophe Lemoine : voix additionnelles

- Version française
  - Studio de doublage : Nice Fellow
  - Direction artistique : Cyrille Artaux[1]
  - Adaptation : Tim Stevens, Olivier Le Treut et Laurence Duseyau
  - Mixage : O'Bahamas

## Accueil
The Cleveland Show reçoit un accueil critique très mitigé, réalisant les plus faibles scores parmi les séries de MacFarlane (les autres étant bien sûr Les Griffin et American Dad!). La série réalise une moyenne de 53 sur 100 sur Metacritic, avec un score téléspectateur de 1,7/10. Tom Shales du Washington Post donne son avis négatif sur la série ainsi que sur MacFarlane lui-même. Roberto Bianco de USA Today donne un avis similaire, expliquant que le seul moyen de résoudre le problème des mauvaises critiques de la série était son retrait à l'antenne. John McWhorter de The New Republic explique que la série lui rappelle « Les Griffin en version afro-américaine ». Cependant, Rob Owen du Pittsburgh Post-Gazette était plus positif concernant le programme, rédigeant que The Cleveland Show possédait un personnage principal plus apprécié que dans Les Griffin avec Peter Griffin. Owen montre également le personnage de Tim l'ours, expliquant que « Tim est de loin le personnage le plus amusant ».

## Crossovers avec d'autres séries
L'épisode 19 de la saison 8 de la série Les Griffin est un crossover avec The Cleveland Show. Le personnage de Bender issu de la série Futurama y apparaît également. Les personnages du The Cleveland show sont apparus brièvement dans d'autres séries d'animations. Il est également à remarquer que d'autres serie produits par la Fox comme Les Simpson ou Les Rois du Texas font également plusieurs brèves apparitions dans la série.